# Thüringisches Landesmusikarchiv
Das Hochschularchiv|Thüringische Landesmusikarchiv (Eigenname: HSA|ThLMA) wurde im Oktober 1995 als eine zentrale Einrichtung der Hochschule für Musik Franz Liszt Weimar gegründet und übernahm zunächst die klassischen Aufgaben als Zwischen- und Endarchiv für die Akten der Hochschulverwaltung.

## Geschichte

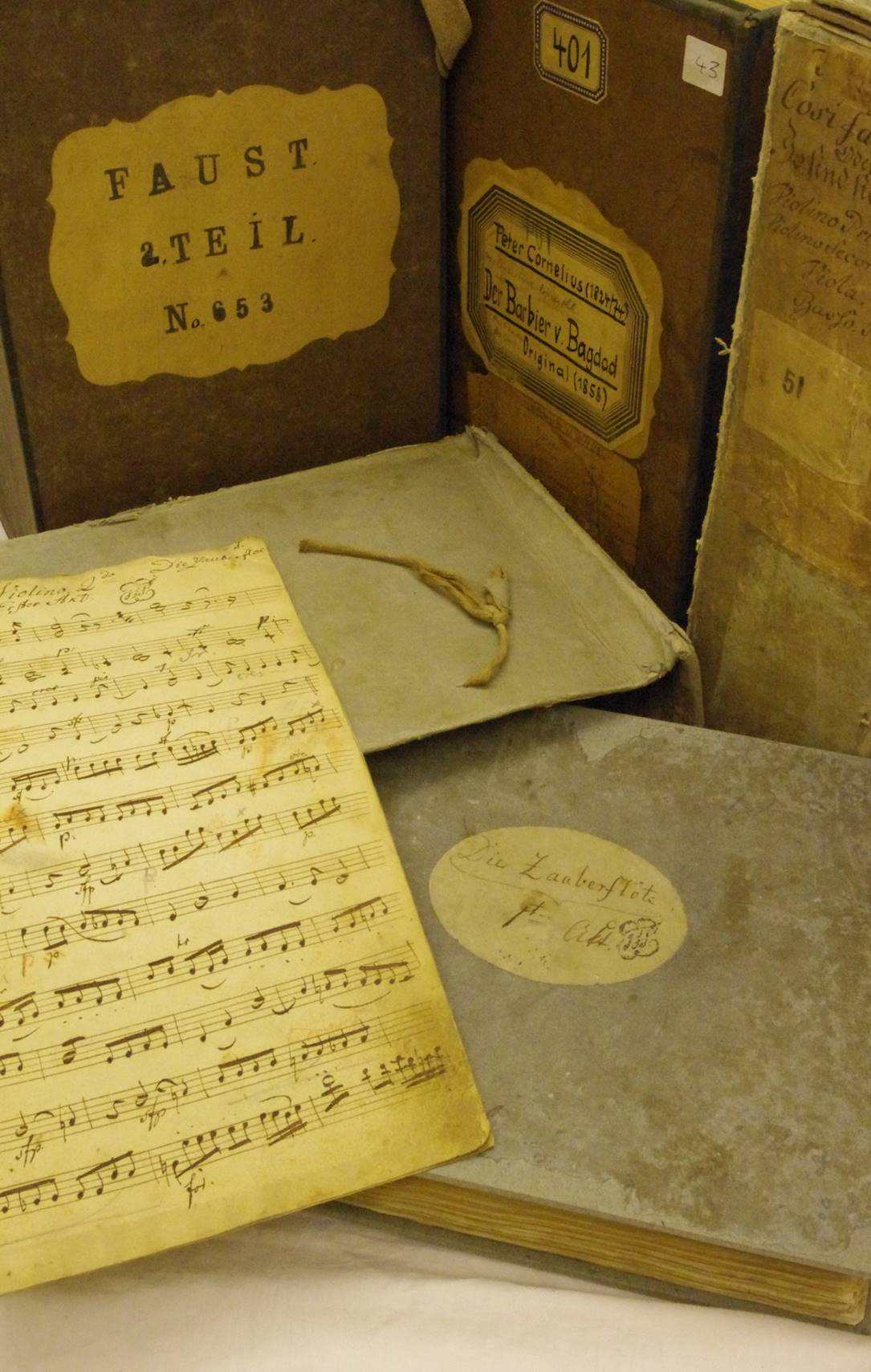
Originalpartitur und Violin-Stimme zu Mozarts Zauberflöte (in der Fassung Goethes) vor historischen Schubern zur Aufbewahrung des wertvollen Notenbestandes

Die dringende Notwendigkeit einer sachgerechten Verwahrung wertvoller Notenschätze, die auch noch heute in zahlreichen thüringischen Pfarr- und Gemeindearchiven zu finden sind, führte bereits wenige Jahre nach Gründung zu einer erheblichen Erweiterung der Aufgaben, die in die Ernennung zum Thüringischen Landesmusikarchiv mündete. Auf der Basis eines Rahmenvertrages mit der Evangelischen Kirche in Mitteldeutschland bietet das HSA|ThLMA seit 2001 besonders den Pfarrarchiven fachliche Hilfestellung bei der Rettung ihrer alten Notenbestände an.
Dank der engen Zusammenarbeit mit dem Institut für Musikwissenschaft Weimar-Jena und dem Thüringischen Landesarchiv Weimar, sowie einem Rahmenvertrag mit der Evangelischen Kirche (EKM) gelang es, viele hochrangige Notenbestände als Dauerleihgabe zu übernehmen, zu katalogisieren und damit der internationalen Forschung zur Verfügung zu stellen. Hierzu zählen u. a. die Adjuvanten- und Kantoreiarchive von Neustadt an der Orla, Udestedt, Goldbach, Gräfenroda, Molsdorf, Kaltensundheim, Bad Lobenstein, Großfahner/Eschenbergen, Thörey/Ichtershausen, Tabarz, Vogelsberg und Niedertrebra.
Im HSA|ThLMA ist auch der historische Notenbestand des Deutschen Nationaltheaters Weimar (DNT) und das Notenarchiv des Allgemeinen Deutschen Musikvereins (ADMV) verfügbar.

## Bestand
In den modern ausgestatteten und voll klimatisierten Magazinräumen werden außerdem wertvolle Nachlässe (u. a. Hermann und Elisabeth Abendroth, Johann Cilenšek, Franz Magnus Böhme, Arno Werner und Günther Kraft) sachgerecht aufbewahrt. Auch Choralbücher aus dem 18. Jahrhundert sind im Bestand.
Mit fast 18.000 Einträgen (Stand August 2023) wissenschaftlich erfasster Musikalien zählt das HSA|ThLMA Weimar in der Online-Datenbank des internationalen Quellenlexikons der Musik (RISM) mittlerweile zu den Top Ten der größten Notensammlungen in Deutschland.
Seit 2002 befindet sich das HSA|ThLMA Weimar, auch als Musikschatzkammer Thüringen bezeichnet, im Hochschulzentrum am Horn (ehem. Streichhan-Kaserne) in Weimar. Leiter des Thüringischen Landesmusikarchivs ist Dr. Christoph Meixner.

### Nachlässe, Stiftungen und Teilnachlässe (Die Jahreszahlen beziehen sich auf den Sammlungszeitraum)
- Abendroth, Hermann und Elisabeth (1895–1982)
- Baußnern, Waldemar von (1911–1936)
- Beyer, Adolf (1876–1968)
- Boes-Kniese, Julie (1877–1961)
- Böhme, Franz Magnus (1827–1898)
- Buchal, Hermann (1884–1961)
- Cilenšek, Johann (19l3-1998)
- Franke, Georg (l9. Jh.)
- Goepfart, Carl (1859–1942)
- Grötzner/Römhild (1693–1953)
- Großmann, Helmut (19./20. Jh.)
- Hartenstein, Carl (1863–1943)
- Herder, Artur (1885–1953)
- Hettstedt, Emil (1954)
- Hinze-Reinhold, Bruno (1877–1964)
- Hlouschek, Theodor (1923–2010)
- Hoehn, Alfred (1903–1994)
- Kirchner, Franz (1871–1943)
- Knesevic, Spiridon (1875–1881)
- Köhler, Erich (1877–1973)
- Köhler, Johannes Ernst (19./20. Jh.)
- Köhler, Karl-Heinz (20. Jh.)
- Kraft, Günther (20. Jh.)
- Lansky, Josef (1948–1961)
- Leipold, Bruno (1879–1948)
- Lewin, Gustav (1869–1938)
- Ludwig, Albin (1858–1939)
- Martin, Friedrich (1888–1931)
- Methfessel, Albert (1785–1869)
- Meyer-Olbersleben, Ernst-Ludwig (1940–1946)
- Meyer-Olbersleben, Max (1850–1927)
- Möller, Heinrich (1876–1958)
- Müller, Siegfried (20. Jh.)
- Müllerhartung, Carl (1883–1938)
- Münnich, Richard (1919–1965)
- Niemeyer, Annemarie (1714–1972)
- Rapp, Siegfried (1917–1977)
- Rasch, Kurt (1902–1986)
- Rinkens, Wilhelm (1879–1933)
- Rücker, Curt (1949–1969)
- Schellenberg, Ernst Ludwig (1904–1953)
- Thiele, Alfred (1950–1961)
- Thurm, Joochim (20. Jh.)
- Töpfer, Rudolf (1847–1967)
- Volland, Friedrich Wilhelm (1774–1841)
- Vulpius, Melchior (1913–1976)
- Werner, Arno (1600–1955)
- Werner, Franz (1914–1953)
- Wetz, Richard (1901–1955)

### Adjuvantenarchive
- Bad Lobenstein (19. Jh.)
- Bad Tabarz/Cabarz (18./19. Jh.)
- Goldbach (17./18. Jh.)
- Gräfenroda (18./19. Jh.)
- Großfahner/Eschenbergen (17./18. Jh.)
- Kaltensundheim (18./19. Jh.)
- Molsdorf (l8. Jh.)
- Niedertrebra/Obertrebra/Flurstedt (18./19. Jh.)
- Neustadt (Orla) (16.-19. Jh.)
- Thörey/Ichtershausen (17./18. Jh.)
- Udestedt (17./18. Jh.)
- Vogelsberg (Ende 18./frühes 19. Jh.)

### Vereine und Gesellschaften
- Allgemeiner Deutscher Musikverein (Musikarchiv, 1859–1937)
- Arbeiterkultur und -sängerbewegung (1915–1960)
- Folklorezentrum Gera (20. Jh.)
- Folklorezentrum Suhl (20. Jh.)
- Gesangverein Bittstedt (19./20. Jh.)
- Komponistenverband (20. Jh.)
- Lautengilde Gräfenroda (19./20. Jh.)
- Liedertafel Pfiffelbach (1846)
- Liedertafel Remda/Volkschor Remda (l841-1966)
- Männergesangverein Apolda (1820–1938)
- Männergesangverein Erfordia (19./20. Jh.)
- Männergesangverein Siebleben (19./20. Jh.)
- Salonorchester Leube, Gräfenthal (o. J.-20. Jh.)
- Verband der Komponisten und Musikwissenschaftler in der DDR (1950–1990)

## Historischer Notenbestand des Deutschen Nationaltheaters Weimar
Seit 2002 wird der Bestand des Deutschen Nationaltheaters als Depositum im Hochschularchiv|Thüringischen Landesmusikarchiv Weimar unter bestmöglichen klimatischen und feuerschutztechnischen Bedingungen sachgerecht aufbewahrt. Darunter sind wertvolle Partituren, deren Geschichte oft am schlechten Erhaltungszustand ablesbar ist. In vielen Fällen konnten diese mittlerweile dank privater Spender oder öffentlicher Unterstützungsgelder restauriert und gerettet werden. Es ist der seit dem späten 18. Jahrhundert gewachsene historische Notenfundus des Theaters in Vollständigkeit erhalten geblieben. Er überstand den Theaterbrand von 1825, die bewegten und oft verheerenden Zeiten der jüngeren deutschen Geschichte und steht heute, wissenschaftlich katalogisiert und erschlossen, den Forschern bei ihrer Suche nach noch unbekannten musikalischen Schätzen, nach wichtigen Zeugnissen der Praxis der Schauspielmusik bei Goethe, Schiller oder Shakespeare oder nach seltenen (Ur)-Aufführungsmaterialien mit autographen Eintragungen etwa von Franz Liszt oder Richard Strauss zur Verfügung.

## Fotoansichten aus dem Archiv

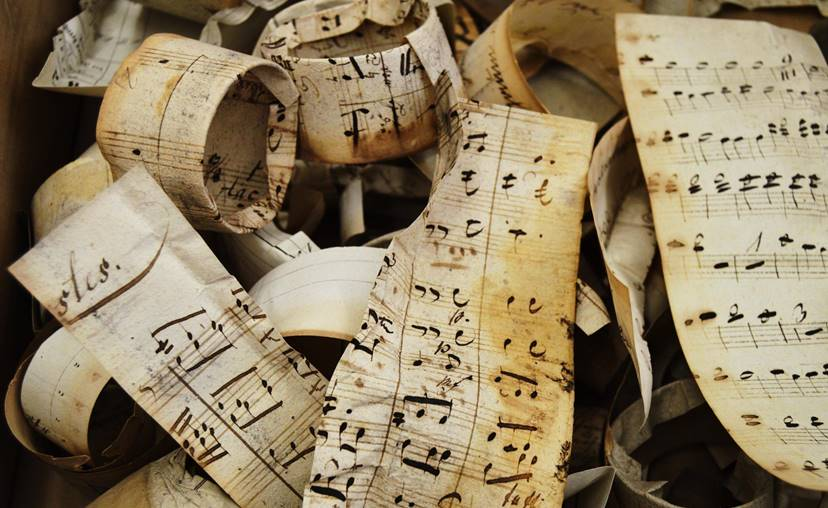
Alte Noten aus der Zeit um 1800, die als Dichtungsmaterial in einer Thüringer Kirchenorgel wiederverwendet wurden
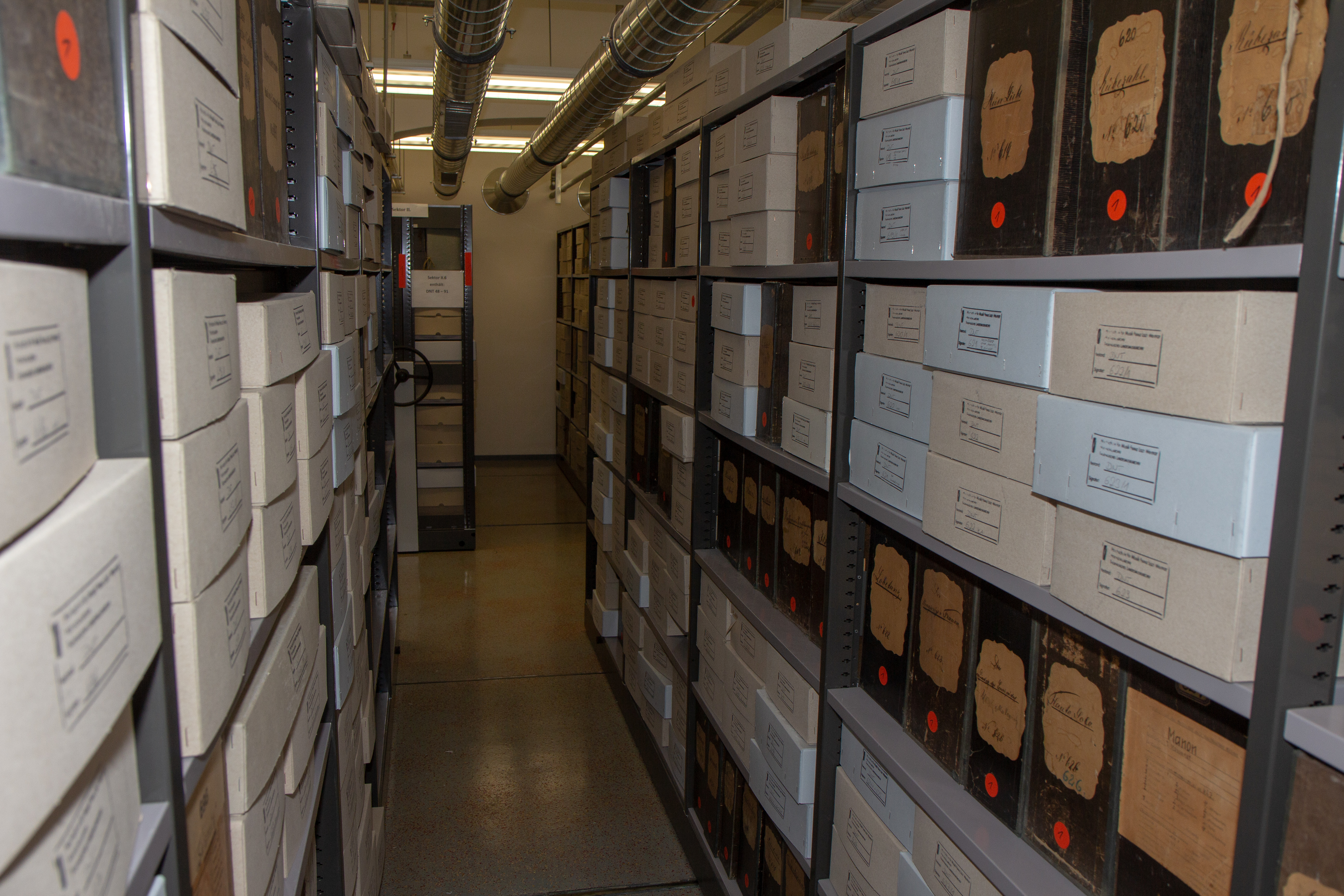
Blick in das Klima-Magazin
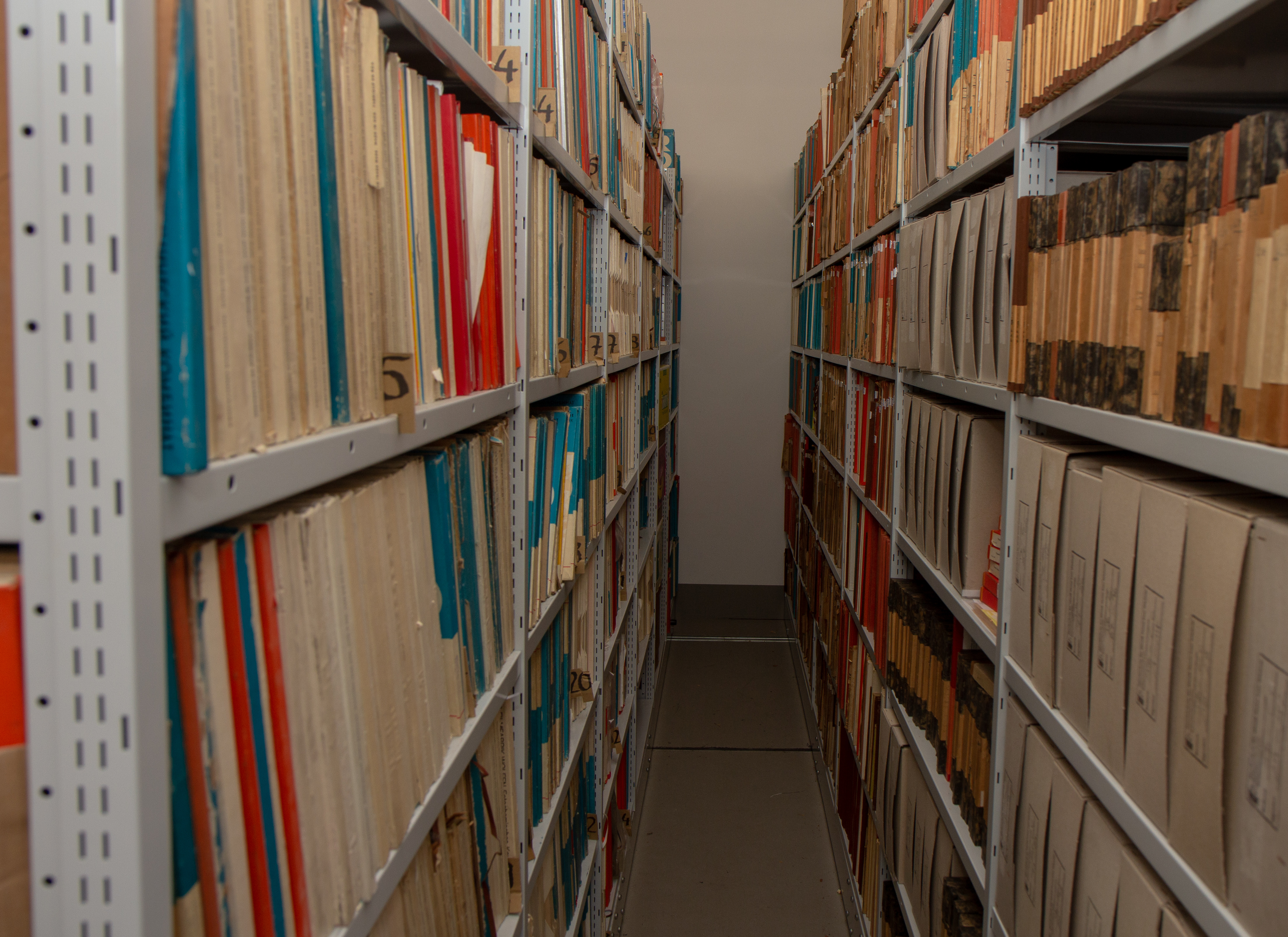
Das Tonband-Archiv (ca. 1945–1990)
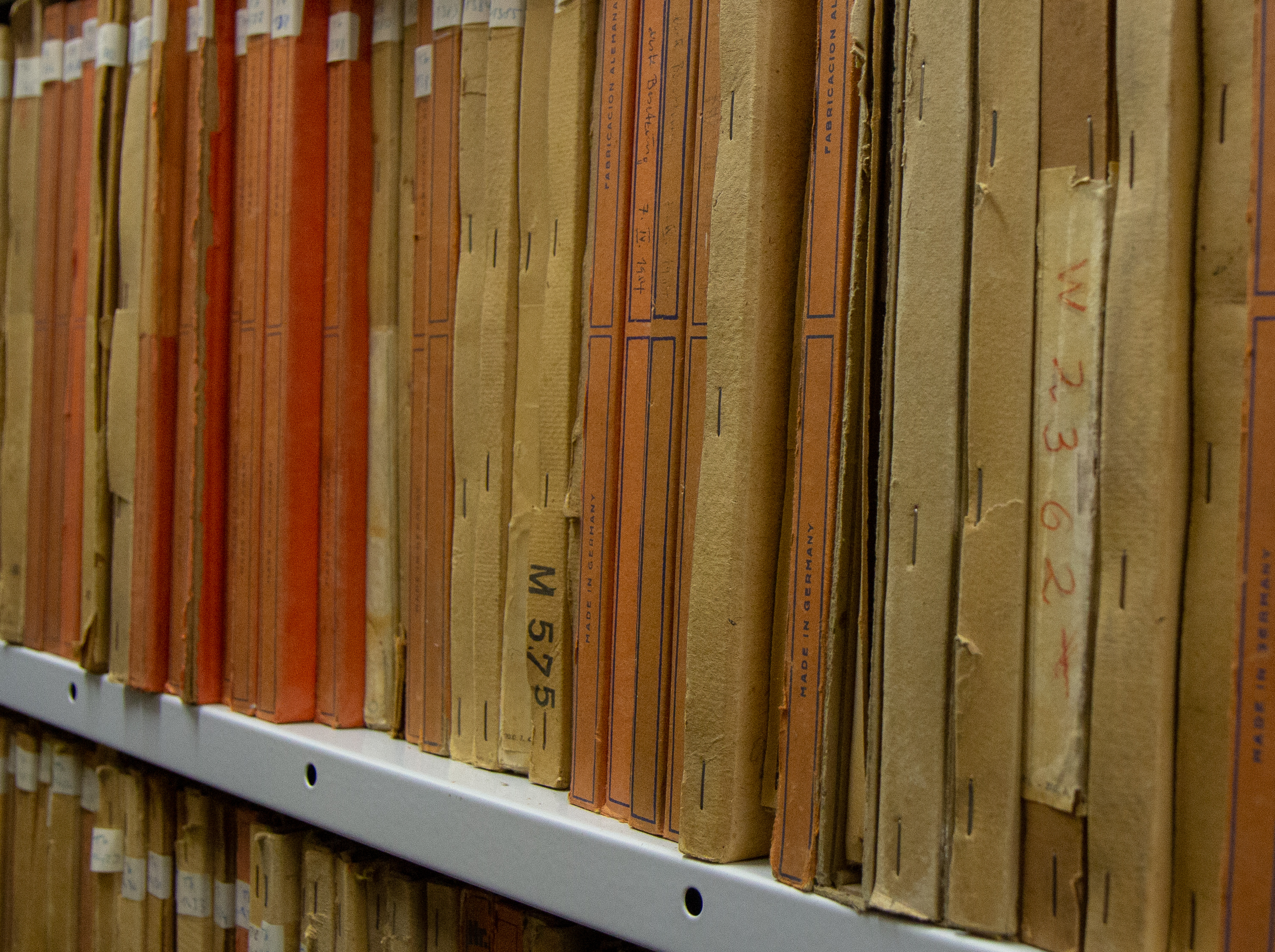
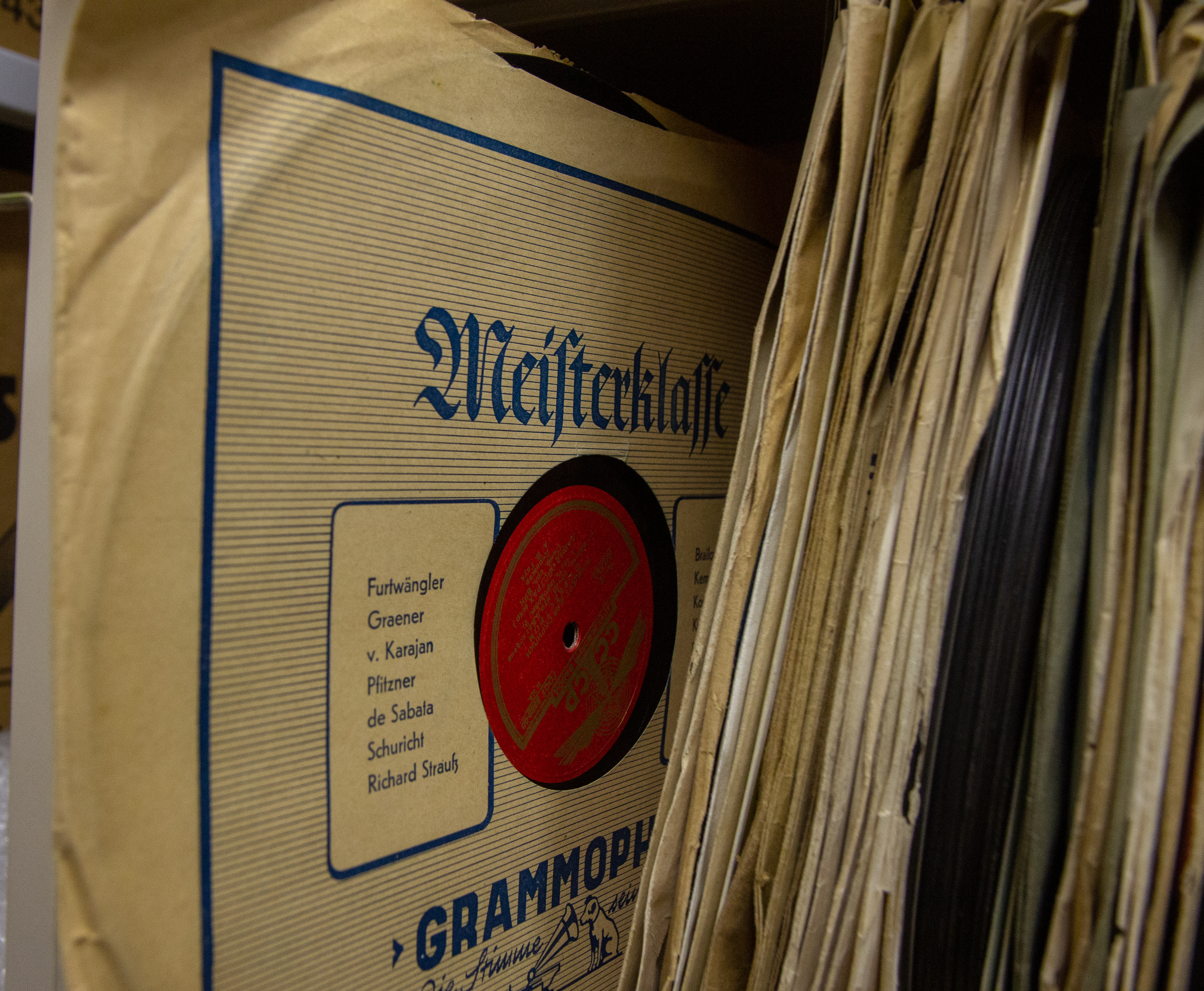
Schellackplatten-Sammlung
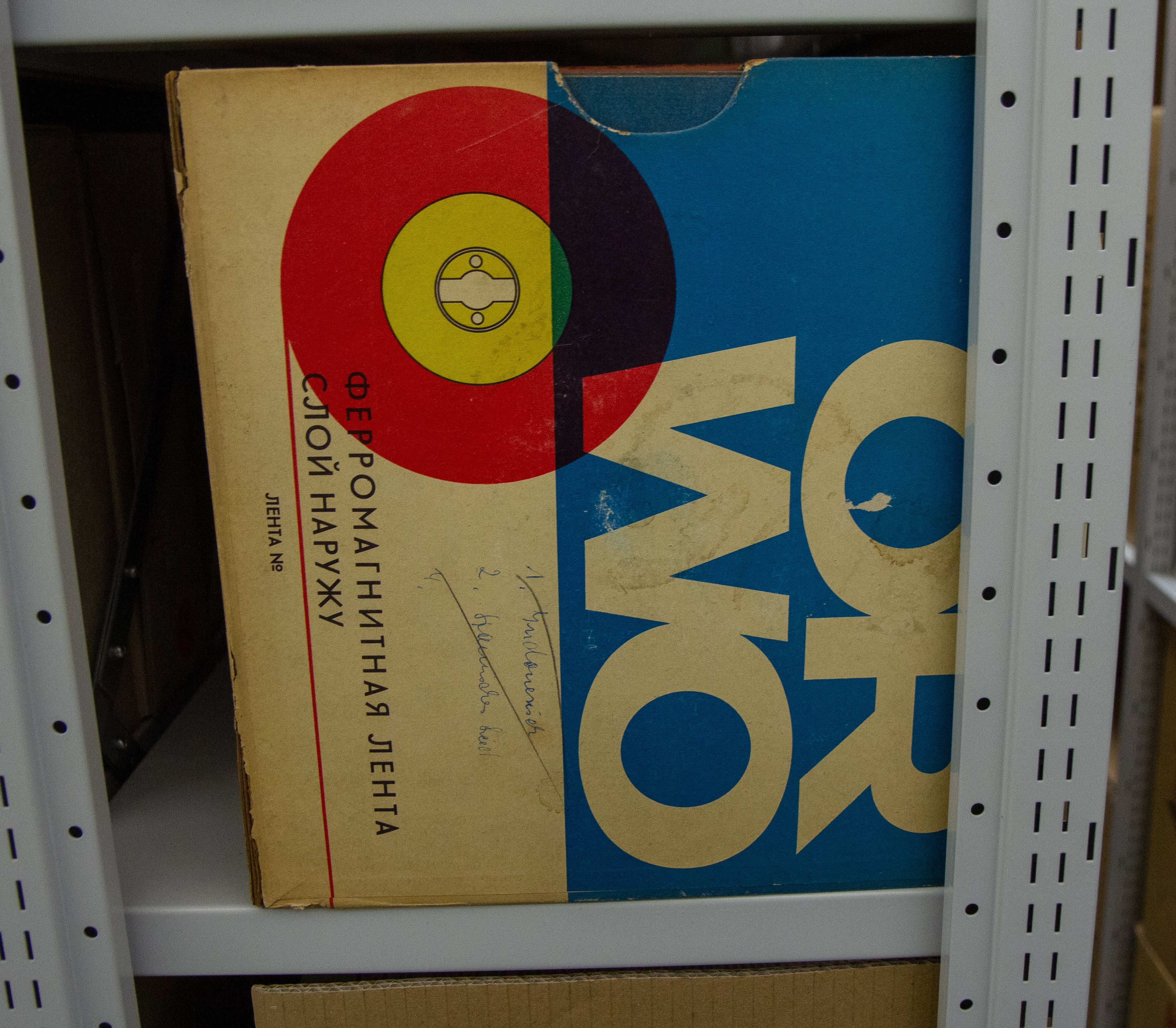